# ジョナタン・シュミット
ジョナタン・シュミット（フランス語: Jonathan Schmid, 1990年6月22日 - ）は、フランス・ストラスブール出身のサッカー選手。ポジションはMF。オーストリア・ブンデスリーガ・SCアウストリア・ルステナウ所属。

## 経歴
オーストリア人の父親とアルザス人の母親との間に生まれる。1994年に地元ストラスブールのチームであるRCストラスブールでサッカーを始める。2006年には同チームを去り、SCシルティカイムに移籍、その後マル・ビシュアイムに移籍。ストラスブールはドイツとの国境にあるため、友人の誘いでドイツのオフェンブルガーFVに移籍。ユースのドイツ・ブンデスリーガ、SCフライブルク戦ではフライブルクの監督であるクリスティアン・シュトライヒをそのパフォーマンスで唸らせた。そして、2008-09シーズンで同チームに加入した。
2015年6月にはホッフェンハイムに四年契約でヴィンチェンツォ・グリフォとの交換で移籍した。
2019年5月31日、SCフライブルクに復帰することが発表された。
2023年9月、SCアウストリア・ルステナウに移籍した。